# Gmina Shirgjan
Gmina Shirgjan (alb. Komuna Shirgjan) – gmina  położona w środkowej części Albanii. Administracyjnie należy do okręgu Elbasan w obwodzie Elbasan. W 2011 roku populacja gminy wynosiła 7307 w tym 3655 kobiet oraz 3652 mężczyzn, z czego Albańczycy stanowili 65,93% mieszkańców.
W skład gminy wchodzi siedem miejscowości: Shirgjan, Bathe, Bujqes, Jagodin, Kuqan, Kryezjart, Mjekes.